# Last Dinosaurs
Last Dinosaurs est un groupe de rock indépendant australien, originaire de Brisbane, Queensland. Le groupe est composé du chanteur et guitariste rythmique Sean Caskey, du guitariste principal Lachlan Caskey, du bassiste Michael Sloane et du batteur Dan Koyama. Koyama et les frères Caskey sont des descendants japonais, et le groupe a fréquemment joué au Japon. [réf. nécessaire]
Le premier EP du groupe Back from the Dead sort en 2010 , et le premier album studio In a Million Years y fait suite en 2012, recevant des éloges de la part des critiques australiens, y compris de la part de Triple J, entre autres. Le groupe est actuellement sous contract avec le label indépendant australien Dew Process, et au Royaume-Uni, au sein de Fiction Records . À l'international, Last Dinosaurs distribue ses créations via Universal Music Group .
Le 28 août 2015, Last Dinosaurs a sorti son deuxième album Wellness. La sortie de l'album a été précédée par les singles Evie et Apollo.
Le 5 octobre 2018, le groupe a sorti son troisième album, intitulé Yumeno Garden.
Le groupe tire son nom de la chanson Last Dinosaur du groupe de rock japonais The Pillows.

## Histoire

### Formation et débuts (2007–2009)
En 2007, le chanteur Sean Caskey et le batteur Dan Koyama se sont rencontrés au lycée et ont développé un fort intérêt pour la musique. Peu de temps après, le jeune frère de Sean, Lachlan, a rejoint le groupe en tant que guitariste principal. Sam Gethin-Jones, qui était déjà un batteur talentueux dans la scène musicale de Brisbane, s'est essayé à la basse et a complété le quatuor original.

### Premiers succès etBack from the Dead(2009-2011)
Après avoir lancé leur premier EP en 2010, le groupe trouva d'abord le succès à la suite de la publication de leur démo Triple J Unearthed . Peu de temps après, ils ont été interviewés par le DJ radio Zan Rowe . Le morceau à succès Honolulu de Back from the Dead a été diffusé nationalement par Triple J, permettant une reconnaissance vive du groupe au sein de la communauté musicale. À la suite de la publication de leur nom dans des publications musicales, des blogs, et le gain de fans grâce à la diffusion de leurs chansons sur Triple J, le groupe a été invité à jouer dans des festivals de musique grand public tels que Splendor in the Grass, le Laneway Festival, le Falls Festival et Southbound, et ont réalisé les premières parties de groupes tels que Foals, Matt & Kim, Lost Valentinos et Foster the People .

### In a Million Years(2011-2013)
Début 2011, le groupe a annoncé qu'il prévoyait d'enregistrer son premier album après sa tournée Back from the Dead à la mi-2010. En juin 2011, le groupe a lancé un blog Tumblr racontant son processus d'enregistrement pour l'album avec le producteur Jean-Paul Fung aux BJB Studios à Sydney, en Australie. L'album intitulé In a Million Years est sorti le 2 mars 2012. L'album a fait un début australien dans le Top 10  et a réussi à obtenir le numéro 8 en termes d'albums australien, et le numéro 2  des albums numériques. Le groupe a terminé la tournée nationale Million Years à guichets fermés, avec plusieurs spectacles dans de nombreuses villes en raison de la demande de billets. Le groupe a ensuite terminé une tournée au Royaume-Uni et en Europe, et a ensuite sorti l'album au Royaume-Uni en septembre 2012.

### Wellness(2013-2018)
Après la sortie de leur premier album en 2012, Last Dinosaurs a connu un certain nombre de changements qui n'ont pas affecté le groupe de manière significative. Malgré cela, diverses nouvelles opportunités pour le groupe se sont présentées en 2013 et 2014, et Last Dinosaurs a maintenu son envie d'un album faisant suite à In a Million Years .
Le 23 juillet 2013, Sam Gethin-Jones a publié une déclaration sur la page Facebook du groupe annonçant officiellement qu'il quittait le groupe. « Pour que le groupe avance de la manière la plus forte possible, il est préférable que nous nous séparions maintenant », a-t-il déclaré. Bien qu'il n'en ait pas expliqué les raisons, il a assuré aux fans qu'il ne quitterait pas complètement la musique, et son départ était le début d'un « chemin différent qu'il doit suivre ». Il a remercié les fans et a assuré qu'il n'y avait pas de désaccord au sein du groupe.
Le 13 octobre 2013, Last Dinosaurs a officiellement annoncé via Twitter le début de l'écriture de son deuxième album.
À la suite du départ de Gethin-Jones de Last Dinosaurs, le groupe avait perdu son bassiste, laissant un vide majeur dans la formation du quatuor. À partir de la tournée sud-africaine de Last Dinosaurs en septembre 2013, Michael Sloane a fait une tournée avec le groupe en tant que bassiste et en offrant des chœurs. Ami du groupe, Sloane était le bassiste original du groupe et avait déjà travaillé à plusieurs reprises pour réaliser les clips de Zoom, Time and Place et Andy. Le 28 janvier 2014, Last Dinosaurs a officiellement annoncé qu'après quatre mois dans le groupe, Michael était officiellement revenu et avait rejoint en tant que bassiste.
Après une pause de plusieurs mois après une tournée internationale en Afrique du Sud et en Asie, Last Dinosaurs a terminé l'écriture de son prochain album et était enfin prêt à enregistrer. Fin novembre et début décembre 2014, Last Dinosaurs a annoncé via Facebook et Twitter que le groupe allait commencer l'enregistrement de son nouvel album anonyme le 3 décembre 2014. Depuis le 20 mars 2015, Last Dinosaurs travaillait sur le Wellness aux studios Grove près de Gosford, en Nouvelle-Galles du Sud . Le groupe a publié des photos et des mises à jour sur les médias sociaux et leur site Web tout au long du processus de production.
En réponse à une question via Twitter, le manager de Last Dinosaurs a fait savoir le 7 avril 2015 que le premier single du groupe de leur prochain album serait provisoirement publié dans environ cinq semaines ; indiquant une diffusion en mai 2015.
Le 1er mai 2015, Last Dinosaurs a sorti Evie, le premier single de leur deuxième album à venir Wellness. Evie a été diffusée pour la première fois par Linda Marigliano dans l'émission Good Nights de Triple J le 30 avril 2015.
Le deuxième single Apollo a également été diffusé par Marigliano sur le programme Good Nights de Triple J le 15 juillet 2015 avec l'annonce du deuxième album de Last Dinosaurs, Wellness.
Wellness est sorti à l'international le 28 août 2015. L'album présente toutes les nouvelles chansons sauf Zero et Stream que le groupe a d'abord fait connaître en direct lors d'une tournée en 2013,. Wellness a rejoint le 18e rang des classements australiens ARIA, dix places de moins que In a Million Years auparavant.
Last Dinosaurs a ensuite effectué la tournée de Wellness, leur première date étant le 15 septembre 2015, et leur dernière le 18 octobre 2015.
Les derniers dinosaures ont également participé à la tournée exclusive en Australie, Miracle Methods. La tournée les a amenés à Adélaïde, Brisbane, Melbourne et Sydney.

### Dominos,ElevenetYumeno Garden(2018)
Le 20 février 2018, Last Dinosaurs a sorti son premier single accompagné d'un clip vidéo, Dominos, marquant le début d'une nouvelle ère pour le groupe. La vidéo a été enregistrée lors de la soirée de sortie du single, exprimant des émotions intenses à la fois avec la foule et le groupe. Ils ont ensuite sorti Eleven aux côtés de Dominos, le 4 juillet 2018. Peu de temps après, un clip vidéo pour Eleven a été mis en ligne le 30 juillet 2018.
Le 5 octobre 2018 sortait le troisième album du groupe, Yumeno Garden, précédé des singles Dominos et Eleven. Il y a eu une soirée de lancement d'album ce soir-là, où Last Dinosaurs a présenté son tout nouvel album. Ce troisième album était la toute première création complète du groupe, s'étant chargé eux-mêmes d'écrire, de mixer et de produire les chansons.
Le 24 avril 2019, Last Dinosaurs a annoncé une tournée européenne, pour fin novembre. Peu de temps après avoir terminé leur première tournée aux États-Unis au printemps, ils ont annoncé qu'ils reviendraient dans d'autres villes américaines en octobre / novembre 2019.

### FMU(2019)
Le 30 septembre 2019, Last Dinosaurs a sorti un nouveau single intitulé FMU juste avant leur départ pour leur longue tournée US / EU. Cette chanson a été créée dans l'émission Good Nights de Triple J, avec Ebony Boadu. Il a été dit à plusieurs reprises dans des interviews que la signification des paroles de la chanson renvoie aux relations tendues entre Hong Kong et la Chine.

## Membres du groupe
| Actuels - Sean Caskey – chanteur, guitare rythmique (2007–présent) - Lachlan Caskey – guitariste principal (2007–présent) - Michael Sloane – basse (2007, 2013–présent) - Dan Koyama – batterie (2007–présent) | Ancien - Sam Gethin-Jones – basse (2007–2013) |

## Discographie

### Albums studio
| Titre              | Détails de l'album | Classements musicaux |
| Titre              | Détails de l'album | AUS                  |
| ------------------ | --- | -------------------- |
| In a Million Years | - Date de sortie: 2 mars 2012 - Format: CD, LP, téléchargement numérique - Label: Dew Process / Universal Music Australia               | 8                    |
| Wellness           | - Date de sortie: 28 août 2015 - Format: CD, LP, téléchargement numérique - Label: Dew Process / Universal Music Australia              | 18                   |
| Yumeno Garden      | - Date de sortie: 5 octobre 2018 - Format: CD, LP, téléchargement numérique, streaming - Label: Dew Process / Universal Music Australia | 26                   |

### EPs
| Titre                            | Détails de l'EP |
| -------------------------------- | --- |
| Back from the Dead               | - Date de sortie: mars 2010 - Format: CD, téléchargement numérique - Label: Dew Process / Universal Music Australia |
| Last Dinosaurs on Audiotree Live | - Date de sortie: décembre 2019 - Format: téléchargement numérique, streaming - Label: Audiotree Live               |

### Singles
| Année | Titre                      | Album              |
| ----- | -------------------------- | ------------------ |
| 2009  | As Far as You're Concerned | Back from the Dead |
| 2010  | Honolulu                   | Back from the Dead |
| 2011  | Time & Place               | In a Million Years |
| 2011  | Zoom                       | In a Million Years |
| 2012  | Andy                       | In a Million Years |
| 2012  | I Can't Help You           | In a Million Years |
| 2013  | Weekend                    | In a Million Years |
| 2015  | Evie                       | Wellness           |
| 2015  | Apollo                     | Wellness           |
| 2018  | Dominos                    | Yumeno Garden      |
| 2018  | Eleven                     | Yumeno Garden      |
| 2018  | Bass God                   | Yumeno Garden      |
| 2019  | Italo Disco                | Yumeno Garden      |
| 2019  | FMU                        | to be confirmed    |
| 2020  | Flying                     | to be confirmed    |